# كأس النرويج 1968
كأس النرويج 1968 (بالنرويجية: Norgesmesterskapet i fotball for menn 1968)‏ هو الموسم 63 من كأس النرويج. أشرف على تنظيمه اتحاد النرويج لكرة القدم، وفاز فيه نادي لين.